# تفسیر منهج‌الصادقین
منهج الصادقین فی الزام المخالفین، تفسیر قرآن به زبان فارسی تألیف ملا فتح‌الله کاشانی است، و از تفاسیر شیعه در قرن دهم هجری می‌باشد. تا سی چهل سال اخیر، تنها تفسیر فارسی متداول بود.
ملا فتح‌الله کاشانی در تفسیر خود، مباحث مختلف کلامی، فقهی، ادبی و غیره را مطرح کرده‌است؛ اما مؤلف بیشتر بر استفاده از روایات اهل بیت در تفسیر خود اهتمام داشته؛ چنان‌که، برخی این تفسیر را از تفاسیر مأثور به‌شمار آورده‌اند. این تفسیر مشتمل بر مطالب اخلاقی و عرفانی و از لحاظ تمثل و استشهاد به اشعار فارسی، قابل ملاحظه است.
ساختار
کتاب، در شش جلد تدوین شده و تفسیر سوره‌ها در مجلدات شش‌گانه آن، به ترتیب، به شکل زیر است:
از ابتدا تا آیه پنجاه و چهارم سوره مائده؛
از آیه پنجاه و پنجم مائده تا شصت و هشتم سوره یوسف؛
از آیه شصت و نهم سوره یوسف تا سی و پنجم سوره نور؛
از آیه سی و ششم سوره نور تا پنجاه و چهارم سوره سبا؛
از آیه پنجاه و پنجم سوره سبا تا چهاردهم سوره حجرات؛
از آیه پانزدهم سوره حجرات تا پایان قرآن.
این اثر، از جمله تفاسیر ترتیبی است که می‌توان آن را واعظانه نامید، زیرا زبانی عامیانه داشته و در آن، به داستان و قصه، بسیار توجّه شده‌است.

## روش تفسیر
نام کامل آن «منهج الصادقین فی الزام المخالفین»، از تفاسیر ارزشمند شیعی که به زبان فارسی روان و سلیس (به تناسب قرن دهم هجری) نگاشته شده، و در میان علاقمندان به قرآن رواج فراوانی دارد.
تفسیر منهج همانند «روض الجنان» تفسیری جامع است که عهده‌دار پرداختن به تمامی قرآن بوده و مؤلف، از ابعاد مختلف فرهنگ اسلامی سخن رانده و در پرتو آیات الهی، حقایق گوناگونی را عرضه کرده‌است.
ملا فتح اللّه با توجه به تفاسیر معتبری نظیر کشاف زمخشری، انوار التنزیل بیضاوی، مجمع البیان طبرسی و با استفاده از تفسیر ابو الفتوح رازی آن را تألیف کرده‌است و از تفسیر اخیر بهره فراوان برگرفته و گاه عبارات را عیناً نقل می‌کند. وی منهج الصادقین را در پنج مجلّد ترتیب داده و به‌تازگی، در ده مجلد معمولی عرضه شده‌است. وی این تفسیر را در سال ۹۸۲ ق به انجام رسانیده‌است.
مفسر پیش از آغاز تفسیر سوره حمد، ده فصل قرار داده‌است، که در آن از مقدمات تفسیر و علوم قرآنی، سخن می‌گوید.
1. فصل اول: در یاد کرد نامهای قاریان
2. فصل دوم: در ذکر نام‌های قرآن و معنای سوره و آیه
3. فصل سوم: در توضیح صحیح‌ترین قول در اعداد آیات قرآن و فایده دانستن آن
4. فصل چهارم: تبیین معنای تفسیر و تأویل
5. فصل پنجم: توضیح حدیث: «نزل‌القرآن علی سبعة احرف…»
6. فصل ششم: در توضیح معنای تفسیر به رأی
7. فصل هفتم: در مصونیت قرآن از تحریف
8. فصل هشتم: در تبیین این که، قرآن در زمان پیامبر مدون بوده‌است
9. فصل نهم: در بیان اعجاز قرآن
10. فصل دهم: در یادکرد روایاتی که در ترغیب بر خواندن و فرا گرفتن قرآن وارد شده‌است.

## ابعاد گوناگون تفسیر
تفسیر منهج الصادقین، تفسیری جامع و مشتمل بر مباحث مختلف و مطالب متنوع است. مؤلف آن که شرح حال نگاران، وی را به عنوان عالمی کامل، متکلمی فقیه و مفسری فاضل ستوده‌اند، با آگاهی گسترده از ابعاد مختلف فرهنگ اسلامی، تفسیرش را از اطلاعات ارزشمندی و مباحث گوناگونی آکنده کرده‌است. مؤلف، خود به ابعاد مختلف تفسیرش در مقدمه ج ۱ ص ۴ اشاره‌ای کرده و می‌نویسد: 
به خاطر فاتر این فقیر ضعیف… رسید که مطالعه تفاسیر عربیه و فارسیه و کتب تواریخ و احادیث و غیر آن از کتب کلامیه و اصول و فروع فقهیه کرده، تفسیری از آن انتخاب نماید که مبتنی باشد بر حلّ مبانی قرآن بر طبق قرائت سبعه که مسلم‌الثبوت و مجمع علیه جمیع موافق و مخالف است؛ و متعرض قرائت دیگر نشود، بجهت تطرّق اختلاف در آن و محتوی باشد بر ذکر اسرار و نکات و اسباب نزول آیات و احادیث سید البریات «علیه و آله افضل الصلوات و اکمل التحیات»، واجبا و قصص و حکایات ائمه هدی «علیهم التحیات و التسلیمات»، و فضل سور و آیات و وجه ارتباط و اتصال آن به یکدیگر و بیان مسائل فقهیه در ضمن آیات احکام و مناقب اهل بیت منطوی بر رفع شبهات مخالفان و ابطال مذاهب ایشان و در بیان اعراب و لغت بر طریق «خیر الامور اوسطها» سلوک نماید و بعضی از سخنان ارباب تحقیق را نیز بحیز تحریر درآورد.

مرحوم علامه شعرانی که این تفسیر را تصحیح کرده‌است، در ارتباط با ابعاد مختلف آن با اشاره‌ای به منابع مؤلف (در جلد دوم نسخه تحقیق شده خود صفحه ۴–۵ چنین نوشته‌اند: 
غالب تفسیر بیضاوی را مندرج ساخته‌است و بسیاری از نکات تفسیر کشاف را نیز، از تفسیر مجمع البیان بسیار نقل کرده‌است، نه از شواهد و حجت‌ها و تحقیقات علمی آن، بلکه از قصص و تواریخ موجود در مجمع البیان، از تفاسیر نیز به تفسیر تبیان، ابو الفتوح و گازر مراجعه کرده‌است، و گاه سخنان عرفانی از بزرگان و مشاهیر متصوفه نقل نموده‌است. مانند شرح التعرف و قشیری و ابو عبد الرحمن سلمی و امثال ایشان، … مؤلف در نقل عبارات دیگران، گاه از خود، توضیحات و شروح و شواهدی افزوده‌است و در اینگونه موارد، آن را نقل به معنی باید شمرد. چنان‌که در بیان حکم متعه، عبارتی از شرح لمعه آورده، بسیار طولانی‌تر از اصل. در تقریر اصول دین و عقاید شیعه و مسائل مناسب آن، چنان متین و مستحکم و صریح و معقول سخن می‌راند که گوئی از مردم دو قرن بیشتر است مانند: فاضل مقداد و شهید… لذا می‌توان اقوال او را در این مباحث، حجت دانست.
مفسر پس از مقدمه خود، وارد تفسیر سوره‌ها می‌شود، ابتدا به روشنگری در مدنی یا مکی بودن سوره می‌پردازد، و در این زمینه به نقل اقوالی از ابن‌عباس، مجاهد، قتاده و علی بن ابیطالب مبادرت ورزیده، قول اصح را برمی‌گزیند. در ادامه، عدد آیات را متعرض می‌شود و به اختلاف عدد از دیدگاه‌های مختلف گروه‌های شامی، بصری، کوفی، مکی، مدنی و حجازی اشاره داشته، آیات مورد اختلاف را ذکر می‌کند.
پس از آن ثواب قرائت سوره، جایگاه و فضائل آن را به نقل از پیامبر و ائمه، بیان داشته، اشاره‌ای به تناسب اختتام سوره قبل و افتتاح سوره بعد می‌نماید. سپس نوبت به ترجمه آیات می‌رسد، سعی می‌نماید بسیار دقیق و با احتیاط باشد، و موافق با قرائت ابوبکر از عاصم و گاهی با تکیه به قرائت حفص از عاصم، بدون تعرض به قرائتهای شاذه. آنگاه اهتمام خود را به ذکر مباحث لغوی، اعراب، صرف و نحو، مسائل بیانی با استشهاد به اشعار عرب در بیان معنای آیه و وجوه محتمل آن بیشتر با اعتماد به تفسیر کشاف و بیضاوی، به اختصار و اعتدال، نشان می‌دهد.
پس از آن، تحقیق در مفاهیم و مباحث آیات را آغاز می‌کند، در این بخش به ذکر اسباب النزول از منابع شیعه و اهل سنت می‌پردازد. با نقل احادیث از پیامبر و ائمه به تبیین آیات می‌پردازد؛ و با ذکر قصص و حکایات، مطالب خود را پی می‌گیرد. در این مجال از روایات جعلی و اسرائیلیات نیز استفاده می‌نماید، اما به سخیف بودن و عدم مقبولیت آنها اشاره دارد، مانند ج ۸ ص ۴۶ داستان حضرت داود.
در این بین توجهی نیز به بیان تناسب آیات و نظم و ترتیب آنها، از خود نشان می‌دهد. مسائل فقهی و احکام از نظر مفسر دور نیفتاده، در محل خود به بیان آنها بدون بسط و تفصیل و در برخی موارد با ذکر اقوال و وجوه محتمل، می‌پردازد (مانند ج ۱ ص ۴۰۰ به بعد ذیل آیه ۱۸۷ سوره بقره)، و در مواردی مانند وضو، طلاق، متعه از مسائل خلافی بین اهل سنت و شیعه، بنا را بر مذهب شیعه امامیه می‌گذارد.
با توجه به دیدگاه شیعی مفسر به‌طور طبیعی مواردی از ذکر مناقب اهل بیت به عنوان تفسیر، تطبیق و بیان مصداق، (مانند ج دوم ص ۶۳ ذیل آیه ۲۴۸ و ج ۱ ص ۷۰) در ضمن مطالب وی به چشم می‌خورد.
مفسر به مباحث عقاید و کلام نیز اهتمام داشته و به بیان ذکر ادله و نقل روایات شیعه و سنی می‌پردازد، مانند بحث امامت، عصمت انبیاء، امر بین الامرین، جبر و اختیار، محال بودن دین خدا در قیامت، عدل و…

تفسیر منهج به لحاظ سلامت، روانی، جامعیت، از زمان نگارش آن مورد توجه عالمان بوده‌است و در میان امت اسلامی از معروفترین تفاسیر شیعه به‌شمار می‌رود. مرتضی مطهری در کتاب «خدمات متقابل ایران و اسلام» صفحه ۴۶۱، نوشته‌است: 
منهج الصادقین، این تفسیر به زبان فارسی است… و تا سی، چهل سال اخیر، یگانه تفسیر فارسی متداول بود.
البته نباید از این نکته غافل بود، که هر تألیفی در فضای خود تأثیرات فراوانی خواهد داشت اما در زمان‌های بعد و در فضایی که تألیفات مشابه آن فراوان می‌گردد، از تأثیرات آن کاسته و اقبال نسبت به آن کمتر می‌گردد. تفسیر منهج نیز از این قاعده مستثنی نبوده‌است.
در این عصر که تألیفات تفسیری فارسی و عربی نسبتاً فراوان‌تر از قبل گشته و ادبیات آنها به زبان امروز نزدیک‌تر شده، بدین جهت در مراجعه نسل حاضر گوی سبقت را از تفسیر منهج گرفته‌اند. البته از ارزش علمی منهج، کاسته نمی‌شود، بحث فقط در مراجعه و استفاده وافر از آن است.

## انگیزه مفسر
انگیزه نویسنده، لزوم نگارش تفسیری بوده‌است برای فارسی زبانان، نه بیش از اندازه مفصل و نه بسیار مختصر، با اسلوب زبانی و لغاتی که ملال‌انگیز نباشد و نیز موافق باورها و عقاید امامیه و شامل آثار و اخبار اهل بیت باشد.